# くりはら田園鉄道KD95形気動車
くりはら田園鉄道KD95形気動車（くりはらでんえんてつどうKD95がたきどうしゃ）は、1994年（平成6年）12月に栗原電鉄の電化廃止に備えて3両が製造されたくりはら田園鉄道の気動車である。2007年（平成19年）3月31日の路線廃止まで使用され、廃止後は若柳駅跡で2両が動態保存されている。

## 概要
栗原電鉄の経営合理化のため、1995年（平成7年）4月に電化を廃止し、社名をくりはら田園鉄道に変更することが計画され、電化廃止後の旅客輸送用に名古屋鉄道キハ10形を譲受したKD10形2両と共に使用されるため、1994年（平成6年）12月に3両が製造された。16 m級車体、セミクロスシート、ワンマン運転対応の気動車で、地域の観光のシンボルとなるようカンテラ風の前照灯に加え、車内に不燃加工をした木材を多用するなど意匠がこらされた。2007年（平成19年）3月31日の路線廃止まで使用され、廃止後は若柳駅跡で2両が動態保存されている。

## 車体

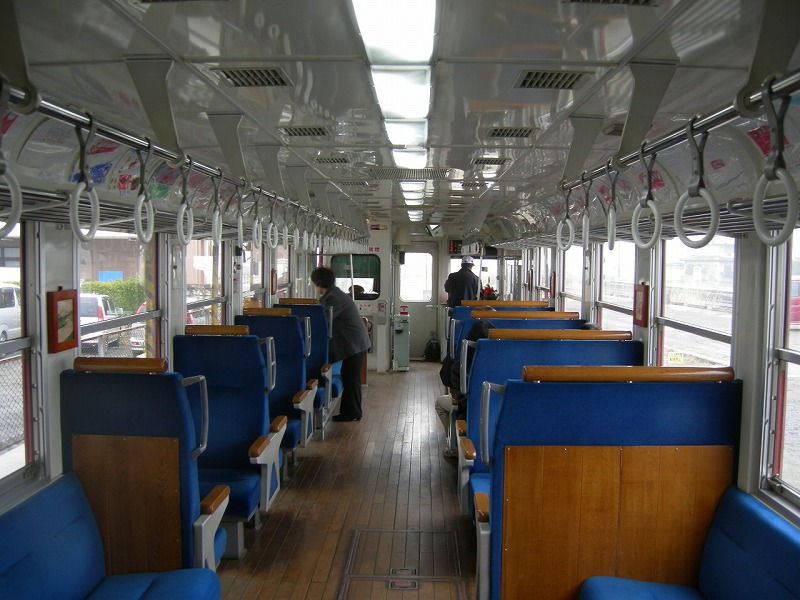
車内

富士重工業製の軽快気動車をベースとするが、カンテラ風の前照灯が正面中央屋根上に設けられている。正面貫通構造の両運転台式である。有効幅900 mmの客用扉が片側2か所、車体両端に寄せられて設けられた。ワンマン運転対応のためデッキは設けられなかった。運転席は左隅半室式で、乗務員扉を備えるが、進行方向向かって右側には乗務員扉はない。中央部に4人掛け3組、2人掛け3組のボックスシートを備えるほかはロングシートのセミクロスシートで、床や座席枠には不燃加工を施した木材が使われている。側窓は上段固定、下段上昇の2段式である。整理券発行機、運賃箱が設置されたが、使用しないときは施錠できる構造とされた。

## 走行装置

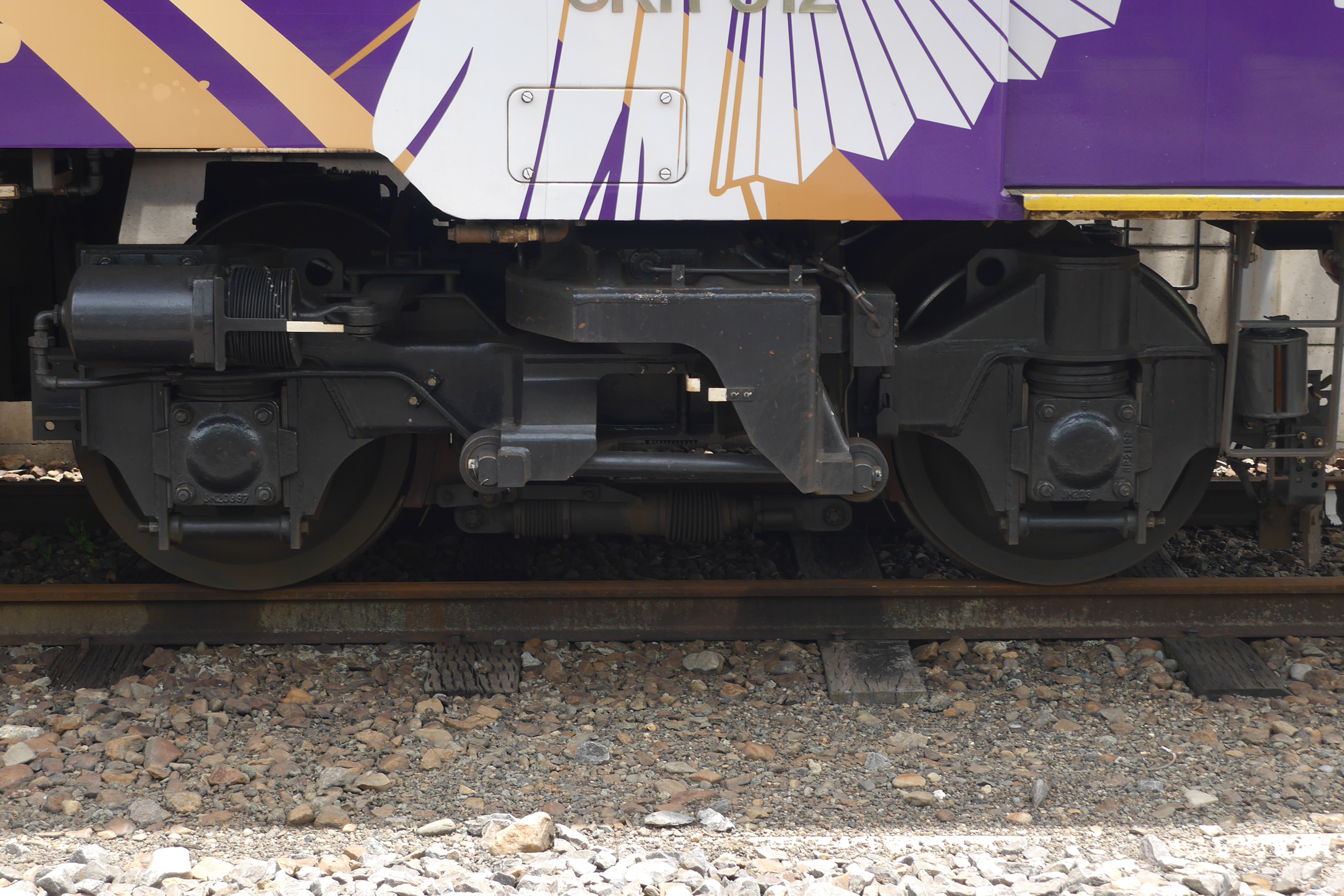
FU34系台車
写真は信楽高原鐵道SKR310形のもの

エンジンは日産ディーゼル工業製PE-6HT（184 kW / 1,900 rpm）を1基搭載、7段階の速度指令によって燃料噴射量が調整され、動力は変速2段・直結1段のシンコウSCR0.91A変速機を介して台車に伝達される。前位側台車は2軸駆動の動台車FU34HD、後位側は従台車FU34HTで、いずれもインダイレクトマウントの空気ばね、ボックスペデスタル式。制動装置は応荷重付SMEで、機関ブレーキ、排気ブレーキを併用する。ATSは準備工事のみとされた。

## 空調装置・電気装置
冷房装置は機関直結式、能力27.9 kW（24,000 kcal/h）のBCU-50 1機が搭載された。暖房装置は機関排熱を利用した温風式である。テープによる自動放送装置が設けられたが、乗務員によって車内外に放送することもできる。非常通報装置、非常停止用ボタンが客室に設置された。

## 車歴
| 車両番号 | 製造       | 廃車      |
| -------- | ---------- | --------- |
| 951      | 1994年12月 | 2007年3月 |
| 952      | 1994年12月 | 2007年3月 |
| 953      | 1994年12月 | 2007年3月 |

## 運用

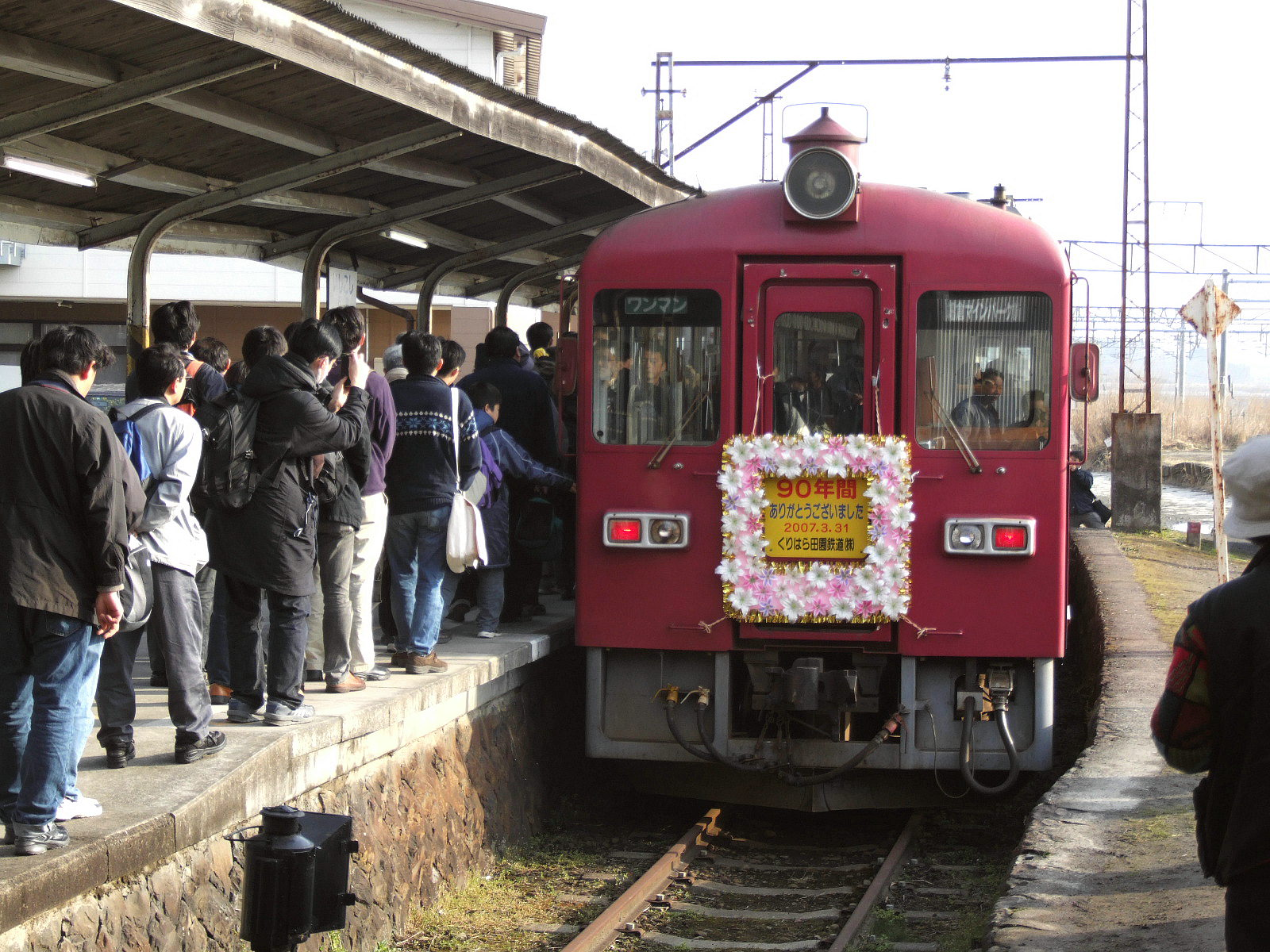
最終日の様子

電化が廃止された1995年（平成7年）4月1日から路線が廃止された2007年（平成19年）3月31日までくりはら田園鉄道線石越駅 - 細倉マインパーク前駅で運用され、廃止後は若柳駅跡でKD951、KD953の2両が動態保存されている。

### 雑誌記事
- 『鉄道ピクトリアル』通巻515号「<特集> 台車」（1989年8月・電気車研究会）
  - 吉川文夫「日本の鉄道車両 台車の歴史過程」 pp. 10-15

- 『鉄道ピクトリアル』通巻612号「新車年鑑1995年版」（1995年10月・電気車研究会）
  - 藤井 信夫、大幡 哲海、岸上 明彦「各社別車両情勢」 pp. 86-101
  - 鉄道ピクトリアル編集部「くりはら田園鉄道（栗原電鉄） KD95形」 pp. 105
  - 「民鉄車両諸元表」 pp. 182-184
  - 「1994年度車両動向」 pp. 184-196
- 『鉄道ピクトリアル』通巻658号「<特集> レールバス」（1998年9月・電気車研究会）
  - 高嶋修一「第三セクター・私鉄向け軽快気動車の系譜」 pp. 42-55
- 『レイルマガジン』通巻230号付録（2002年11月・ネコ・パブリッシング）
  - 岡田誠一「民鉄・第三セクター鉄道 現有気動車ガイドブック2002」 pp. 1-32
- 『鉄道ピクトリアル』通巻795号「新車年鑑2007年版」（2007年10月・電気車研究会）
  - 岸上 明彦「2006年度民鉄車両動向」 pp. 116-141

### Web資料
- “旧くりはら田園鉄道　若柳駅　保存車両・施設の紹介”.  栗原市. 2017年2月2日時点のオリジナルよりアーカイブ。2017年1月29日閲覧。